# Nazionale maschile di pallavolo della Serbia
La nazionale maschile di pallavolo della Serbia è una squadra europea composta dai migliori giocatori di pallavolo della Serbia ed è posta sotto l'egida della Federazione pallavolistica della Serbia.
Dal 1992 fino al 2003 ha rappresentato la Repubblica Federale di Jugoslavia e dal 2003 al 2006 ha rappresentato la Serbia e Montenegro.

## Rosa
Segue la rosa dei giocatori convocati per i Giochi della XXXIII Olimpiade.
| N° | Nome                    | Ruolo | Data di nascita  | Squadra              |
| -- | ----------------------- | ----- | ---------------- | -------------------- |
| 2  | Uroš Kovačević          | S     | 6 maggio 1993    | Ural                 |
| 3  | Milorad Kapur           | L     | 5 marzo 1991     | Paris                |
| 7  | Petar Krsmanović        | C     | 1º giugno 1990   | Gazprom-Jugra        |
| 8  | Marko Ivović            | S     | 22 dicembre 1990 | Dinamo-LO            |
| 9  | Nikola Jovović          | P     | 13 febbraio 1992 | Verona               |
| 10 | Miran Kujundžić         | S     | 19 giugno 1997   | Galatasaray          |
| 12 | Pavle Perić             | S     | 7 agosto 1998    | Cisterna             |
| 14 | Aleksandar Atanasijević | O     | 4 settembre 1991 | Shanghai             |
| 15 | Nemanja Mašulović       | C     | 5 ottobre 1995   | Saturnia Acicastello |
| 16 | Dražen Luburić          | O     | 2 novembre 1993  | Fenerbahçe           |
| 18 | Marko Podraščanin       | C     | 29 agosto 1987   | Trentino             |
| 21 | Vuk Todorović           | P     | 23 aprile 1998   | Czarni Radom         |
| 29 | Aleksandar Nedeljković  | C     | 27 ottobre 1997  | Cisterna             |

## Risultati

### Competizioni FIVB
| 1964 | non esistente   | -            |
| 1968 | non esistente   | -            |
| 1972 | non esistente   | -            |
| 1976 | non esistente   | -            |
| 1980 | non esistente   | -            |
| 1984 | non esistente   | -            |
| 1988 | non esistente   | -            |
| 1992 | non qualificata | -            |
| 1996 | 3º posto        | Convocazioni |
| 2000 | 1º posto        | Convocazioni |
| 2004 | 5º posto        | Convocazioni |
| 2008 | 5º posto        | Convocazioni |
| 2012 | 9º posto        | Convocazioni |
| 2016 | non qualificata | -            |
| 2020 | non qualificata | -            |
| 2024 | 9º posto        | Convocazioni |

| 1949 | non esistente   | -            |
| 1952 | non esistente   | -            |
| 1956 | non esistente   | -            |
| 1960 | non esistente   | -            |
| 1962 | non esistente   | -            |
| 1966 | non esistente   | -            |
| 1970 | non esistente   | -            |
| 1974 | non esistente   | -            |
| 1978 | non esistente   | -            |
| 1982 | non esistente   | -            |
| 1986 | non esistente   | -            |
| 1990 | non esistente   | -            |
| 1994 | non qualificata | -            |
| 1998 | 2º posto        | Convocazioni |
| 2002 | 4º posto        | Convocazioni |
| 2006 | 4º posto        | Convocazioni |
| 2010 | 3º posto        | Convocazioni |
| 2014 | 9º posto        | Convocazioni |
| 2018 | 4º posto        | Convocazioni |
| 2022 | 9º posto        | Convocazioni |

| 2018 | 5º posto  | Convocazioni |
| 2019 | 11º posto | Convocazioni |
| 2021 | 6º posto  | Convocazioni |
| 2022 | 11º posto | Convocazioni |
| 2023 | 9º posto  | Convocazioni |
| 2024 | 10º posto | Convocazioni |
| 2025 | 16º posto | Convocazioni |

| 1965 | non esistente   | -            |
| 1969 | non esistente   | -            |
| 1977 | non esistente   | -            |
| 1981 | non esistente   | -            |
| 1985 | non esistente   | -            |
| 1989 | non esistente   | -            |
| 1991 | non esistente   | -            |
| 1995 | non qualificata | -            |
| 1999 | non qualificata | -            |
| 2003 | 3º posto        | Convocazioni |
| 2007 | non qualificata | -            |
| 2011 | 8º posto        | Convocazioni |
| 2015 | non qualificata | -            |
| 2019 | non qualificata | -            |
| 2023 | 5º posto        | Convocazioni |

### Competizioni CEV
| 1948 | non esistente   | -            |
| 1950 | non esistente   | -            |
| 1951 | non esistente   | -            |
| 1955 | non esistente   | -            |
| 1958 | non esistente   | -            |
| 1963 | non esistente   | -            |
| 1967 | non esistente   | -            |
| 1971 | non esistente   | -            |
| 1975 | non esistente   | -            |
| 1977 | non esistente   | -            |
| 1979 | non esistente   | -            |
| 1981 | non esistente   | -            |
| 1983 | non esistente   | -            |
| 1985 | non esistente   | -            |
| 1987 | non esistente   | -            |
| 1989 | non esistente   | -            |
| 1991 | non esistente   | -            |
| 1993 | non qualificata | -            |
| 1995 | 3º posto        | Convocazioni |
| 1997 | 2º posto        | Convocazioni |
| 1999 | 3º posto        | Convocazioni |
| 2001 | 1º posto        | Convocazioni |
| 2003 | 4º posto        | Convocazioni |
| 2005 | 3º posto        | Convocazioni |
| 2007 | 3º posto        | Convocazioni |
| 2009 | 5º posto        | Convocazioni |
| 2011 | 1º posto        | Convocazioni |
| 2013 | 3º posto        | Convocazioni |
| 2015 | 7º posto        | Convocazioni |
| 2017 | 3º posto        | Convocazioni |
| 2019 | 1º posto        | Convocazioni |
| 2021 | 4º posto        | Convocazioni |
| 2023 | 6º posto        | Convocazioni |

### Competizioni zonali
| 2015 | 5º posto | Convocazioni |

### Competizioni estinte
| 1990 | non esistente   | -            |
| 1991 | non esistente   | -            |
| 1992 | non qualificata | -            |
| 1993 | non qualificata | -            |
| 1994 | non qualificata | -            |
| 1995 | non qualificata | -            |
| 1996 | non qualificata | -            |
| 1997 | 7º posto        | Convocazioni |
| 1998 | 6º posto        | Convocazioni |
| 1999 | non qualificata | -            |
| 2000 | 4º posto        | Convocazioni |
| 2001 | 4º posto        | Convocazioni |
| 2002 | 3º posto        | Convocazioni |
| 2003 | 2º posto        | Convocazioni |
| 2004 | 3º posto        | Convocazioni |
| 2005 | 2º posto        | Convocazioni |
| 2006 | 5º posto        | Convocazioni |
| 2007 | 9º posto        | Convocazioni |
| 2008 | 2º posto        | Convocazioni |
| 2009 | 2º posto        | Convocazioni |
| 2010 | 3º posto        | Convocazioni |
| 2011 | 9º posto        | Convocazioni |
| 2012 | 9º posto        | Convocazioni |
| 2013 | 8º posto        | Convocazioni |
| 2014 | 7º posto        | Convocazioni |
| 2015 | 2º posto        | Convocazioni |
| 2016 | 1º posto        | Convocazioni |
| 2017 | 5º posto        | Convocazioni |

| 1993 | non qualificata | -            |
| 1997 | non qualificata | -            |
| 2001 | 3º posto        | Convocazioni |
| 2005 | non qualificata | -            |
| 2009 | non qualificata | -            |
| 2013 | non qualificata | -            |
| 2017 | non qualificata | -            |